# راشيل فورنس
راشيل فورنس (بالإنجليزية: Rachel Furness) هي لاعبة كرة قدم بريطانية، ولدت في 19 يونيو 1988 في City of Sunderland ‏ في المملكة المتحدة. شاركت مع منتخب أيرلندا الشمالية لكرة القدم للسيدات. أما مع النوادي، فقد لعبت مع Notts County Ladies F.C. ‏.

## وصلات خارجية
- راشيل فورنس على موقع الاتحاد الأوربي (الإنجليزية)
- راشيل فورنس على موقع قاعدة بيانات كرة القدم.إي يو (الإنجليزية)
- راشيل فورنس على موقع Soccerway.com (الإنجليزية)
- راشيل فورنس على موقع عالم كرة القدم.نت (الإنجليزية)